# Strossmayerova galerija starih majstora
Strossmayerova galerija starih majstora nosi, ime njezina osnivača i utemeljitelja, biskupa Josipa Jurja Strossmayera. Smještena je u zgradi Hrvatske akademije znanosti i umjetnosti u Zagrebu.

## Povijest galerije
Biskup je bio strastveni kolekcionar slika i umjetnina, osobito talijanskih slikara 15. stoljeća, do tadašnjih hrvatskih slikara. Godine 1868. odlučio je predati zbirku hrvatskome narodu, a na povjerenje Akademiji znanosti i umjetnosti, koje je on također bio inicijator.
Osobno se angažirao na izgradnji akademijine neorenesansne palače u Zagrebu po projektu bečkoga arhitekta Friedricha Schmidta, kako bi se umjetnine imale primjereno izložiti.
Galerija i palača otvorene su 9. studenoga 1884. godine s fundusom od 256 umjetničkih djela.

## Galerija danas
Galerija je kroz protekla razdoblja svog postojanja rasla i obogaćivana je daljim otkupima i novim donacijama. Od kojih se osobito ističu one; Ivana Ružića, Marquisa Etiennea de Piennesa, Ante Topića Mimare i Zlatka Balokovića.
Danas je Strossmayerova galerija zbirka značajnih europskih slikarskih imena, sjajan pregled europskih, umjetničkih nastojanja od 15. do 19. stoljeća. Obogaćivanje Galerije modernim izlošcima, kao i drugim, novim medijima, postala je baza za novije, galerijske institucije u Hrvatskoj.
Strossmayerovu galeriju u europskim stručnim krugovima posebno ističe posjedovanje djela, malih majstora talijanske renesanse, ali i velika imena prošlosti poput: Beata Angelica, Vittorea Carpaccia, Andrija Medulića, Jacopa Palma il Giovanea, Federika Benkovića, El Greca, majstora slike Virgo inter virgines, Joachima Pateniera, Jana Wellensza de Cocka, Jacoba van Ruisdaela i Jean-Antoinea Grosa.
Strossmayerova galerija starih majstora u deset dvorana izlaže djela europskih slikarskih škola od XIV. do XIX. stoljeća. Cjelokupni je postav podijeljen u tri veće skupine - u prvih šest dvorana predstavljene su kronološkim redom talijanske slikarske škole, u daljnje tri majstori sjeverne Europe - Nijemci, Flamanci, Nizozemci, a posljednja, deseta dvorana, je izlog francuske zbirke.
U ovom bogatom opusu ima i domaćih imena. Riječ je o slikarima zajednički nazvanim Schiavonima (to je talijanski naziv za hrvatske umjetnike koji potječe od riječi schiavo što znači slaven), to nas upućuje na činjenicu da su ti slikari bili svojim brojem i kvalitetom izuzetno važni, i koji su, premda rođeni s hrvatske, istočne strane Jadrana, svoj život i nemali opus vezali uz Italiju.
- Strossmayerova galerija posjeduje oko 4.000 eksponata, od čega je 256 u stalnom postavu Galerije a ostali dio je pohranjen u depou i u desetak drugih muzejsko-galerijskih ustanova Hrvatske.

## Vanjske poveznice
- Službene stranice galerije
- Stranice Hrvatske akademije znanosti i umjetnosti